# Android Market
Aquí no hay nada